# Жулч
Жулч (на полски: Żółcz; на немски: Zoleg или Zolez) е село в Полша, разположено в община Ничаново, Гнезненски окръг, Великополското войводство.
В периода 1975 – 1998 г. селото административно принадлежи към Познанското войводство.
Населението към 31 март 2011 г. наброява 65 души.
В селото има имение със запазен господарски дом (дворец) от края на XIX век.

## История
Селото се споменава за първи път през 1423 г., когато е собственост на Ярослав и Kатерина.
Около втората половина на XV век жителите на селото започват да използват фамилното име Золецски, Золецких (в регистрите се срещат: Zoleczscy, Zoleckich и др.), т. е. хора от село Золц.
По-късно името еволюира и се превръща в Жулецки (на полски: Żołeczki, Żołeczski), а накрая в Жолецки (Żołecki).
Името на селото до края на XVII век в регистрите се появява главно под формата Золч (Zolcz).
През XVI век селото е разделено на две части: Велики Жулч (Żółcz Wielki (или Стари (Stary)) и Малки Жулч (Żółcz Mały).
Наименованието Жулч се появява за първи път около 1650 г.
Велики Жулч е бил разделен на около 6 – 7 парцела, които били собственост на дребни местни благородници. В регистрите фигурират имената например на Вавжинец Жолецки, наричан „Дригант“, Ян Жолецки, Войчех и Мачей Пшиборовски.
Малки Жулч пък е собственост например на Томаш и Ян Поклейковски, Томаш Скорбашевски, Марчин Юджески и Анна Смишевска и Миколай Жолецки.
От по-важните родове към началото на XVIII век тук се появяват Гуровски (1642 г.), Вегжиновски (1690 г.) и Анджей Томицки (1701 г.).
Около 1730 г. – синовете на Хризостом Гжибовски и Тереза Пруджинска: Станислав, Домициан и Войчех Мшислав.
Някои части на селото през 1743 г. принадлежат на Пьотр Сулински, женен за Анна Тиминецка, а други – на Павел Бойнски и Целмовски.
През 1775 г. в регистрите някои махали на селото са наречени на фамилното име на техния собственик: например „Хржановскщина“ е махалата на Павел Хржановски, която после била закупена от рода Мисловицки, а след това през 1788 г. от Мачей Миклашевски. Махалата „Гжибовшчина“ пък носи името си от рода Гжибовски.
През 1793 г. сънаследници на селото са Михал Трампчински, Юзеф Липски и Пьотр Глаубич Рокосовски.
След Третата подялба на Полско-литовската държава прусите вероятно сливат селото и за по-дълъг период от време то се намира в ръцете на германците като част от Кралство Прусия. По това време селото на немски се нарича Цолег или Цолец.
През 1885 г. Жулч е чифлик във Витковски повят с площ от 396 хектара. В края на XIX век чифликът е управляван от Йозеф Закжевич, а вероятно в началото на XX век там е построена господарска къща, собственост на рода Скожевски.
През 1926 г. Жулч е чифлик, част от село Чернеево с площ 388 хектара. Чистият доход от земята на чифлика възлиза на 1464 талера. Общата площ се е състояла от 376 хектара обработваема земя, 8 хектара ливади и пасища, 3 хектара пустеещи земи и 1 хектар водни площи. Собственик на управата на Чернеево е бил Зигмунт Скожевски, син на Витолд и Мария от княжеския род Радзивил. След Втората световна война чифликът е отнет и разпарчетосан от полската държавна хазна. На територията на бившето имение е създадено Държавно земеделско стопанство (ТКЗС), ликвидирано със закон след промените от 1989 – 1990 г.